# 交銀國際控股
交銀國際控股有限公司（英語：BOCOM International Holdings Co. Ltd.，港交所：3329），簡稱交銀國際控股是交通銀行的境外投資銀行'，在1998年，由交通銀行股份有限公司，於總部香港成立前身「交通證券有限公司」；業務在香港經營證券經紀及保證金融資、企業融資及承銷、投資及貸款、和資產管理及顧問；董事長為譚岳衡。
股份在2017年5月19日於港交所主板上市。全球發售為6.67億股，集資額為21億港元，招股價為2.6至3.1港元，基礎投資者包括嘉信金融集團、新鴻基地產及恒基兆業董事胡寶星爵士、中國太平保險控股旗下太平信託有限公司、作為全國社會保障基金理事會投資管理人的大成國際資產管理、以及山東黃金金控集團（香港）有限公司。

## 外部連結
- bocomgroup.com （页面存档备份，存于）